# Енигматика (часопис)
Енигматика или Хупер енигматика је српски енигматски лист. Лист је штампан у Београду у издању Политике. Излази од 1999.до данас.

## Историјат
Енигматику су створили врхунски аутори и уредници, признати у читавој некадашњој Југославији. Од самих почетака, па до данашњих дана, уређивачки концепт је био подређен једном једином, једноставном циљу: задовољном читаоцу односно решавачу. Укрштене речи и други енигматски састави, по својој природи упућени на објављивање у штампи, временом су постали „најважнија споредна“ грана новинског издаваштва. У Србији, која и у светским размерама спада међу земље са најразвијенијом загонетачком културом, Политикина „Енигматика“ заузима неспорно престижно место међу многобројном периодиком те врсте. Маркетиншка истраживања показују да се Енигматика успешно обраћа најширем спектру решавача, гледано по старосној и образовној структури. У односу на остале, енигматски листови имају једну необичну предност: њихова актуелност, невезана за датум, практично је временски неограничена (укрштене речи од пре годину-две нису ништа мање изазовне за решавање од оних објављених у најновијем броју).

### Профил читалаца
Иницијално интересовање за „Енигматику“ јавља се негде око пунолетства, када се завршава педагошки део образовања, а настаје самостална потреба да се општа култура и информисаност допуњују новим подацима. Та врста знатижеље расте са годинама, па стога људи најразличитијих образовних профила и интересовања препознају „Енигматику“ као лист уз који се тренуци слободног времена могу провести и опуштајуће, и забавно, и корисно.

## Периодичност излажења
Лист је излазио двонедељно, тј. два пута месечно.

## Место издавања и штампарија
Лист је штампан у Београду, у издању Политике.